# Шухруповское
Шухру́повское — село в Туринском городском округе Свердловской области России. Вместе с близлежащими сельскими населёнными пунктами образует Шухруповское сельское управление Администрации Туринского городского округа.

## Географическое положение
Село расположено в 12 километрах к северо-западу от города Туринска (по дорогам в 16 километрах), на правом берегу реки Туры.

## История
Село Шухруповское являлось центром Шухруповской волости.

### Екатерининский храм
В 1840 году был построен каменный двухпрестольный храм. В том же году храм был освящён во имя великомученицы Екатерины, придел — во имя святого Николая, архиепископа Мирликийского. Екатерининский храм был закрыт в 1930-е года. В советское время в здании размещался склад. В настоящий момент храм восстанавливается.

## Население
| 2002 | 2010 | 2021 |
| ---- | ---- | ---- |
| 724  | ↘558 | ↘431 |

## Экономика
Основа экономики — сельское хозяйство и сфера услуг (торговля). Ведущим является сельскохозяйственное предприятие ООО «Агрофирма „Импульс“», занимающееся производством молока и растениеводством. В сфере сельского хозяйства работает также ряд предпринимателей и крестьянских (фермерских) хозяйств.